# Illots de Benidorm i Serra Gelada
Illots de Benidorm i Serra Gelada este o arie protejată (arie de protecție specială avifaunistică — SPA) din Spania întinsă pe o suprafață de 6.192,4 ha, integral pe uscat.

## Localizare
Centrul sitului Illots de Benidorm i Serra Gelada este situat la coordonatele 38°33′40″N 0°02′53″W / 38.5611°N 0.0481°V.

## Înființare
Situl Illots de Benidorm i Serra Gelada a fost declarat arie de protecție specială avifaunistică în aprilie 1991 pentru a proteja 1 specie de plante și 11 specii de animale.

## Biodiversitate
Situată în ecoregiunile marină mediteraneană și mediteraneană, aria protejată conține 11 habitate naturale: Pseudostepă cu ierburi și specii anuale de Thero-Brachypodietea, Straturi cu Posidonia (Posidonion oceanicae), Peșteri marine scufundate complet sau parțial, Recifuri, Dune cu tufărișuri sclerofile Cisto-Lavenduletalia, Faleze cu vegetație de Limonium spp. endemic de pe coastele mediteraneene, Tufărișuri halofile mediteraneene și termo-atlantice (Sarcocornetea fruticosi), Pante stâncoase calcaroase cu vegetație casmofită, Bancuri de nisip acoperite în permanență slab de apă marină, Tufărișuri termo-mediteraneene și de pre-deșert, Dune de coastă cu Juniperus spp..
La baza desemnării sitului se află mai multe specii protejate:
- plante (1): Silene hifacensis
- păsări (9): buha (Bubo bubo), egretă mică (Egretta garzetta), șoim călător (Falco peregrinus), Galerida theklae, Hydrobates pelagicus, Larus audouinii, Oenanthe leucura, Phalacrocorax aristotelis desmarestii, silvie de tufiș (Sylvia undata)
- mamifere (1): delfin mare (Tursiops truncatus)
- reptile (1): Caretta caretta

Pe lângă speciile protejate, pe teritoriul sitului au mai fost identificate 4 specii de plante.